# Campeonato Mundial de Rugby M19 División A de 2004
El Campeonato Mundial de Rugby M19 de 2004 se disputó en Sudáfrica y fue la trigésima sexta edición del torneo en categoría M19.

## Resultados

### Primera Fase
| Pos. | Equipo        | Encuentros | Encuentros | Encuentros | Encuentros | Tantos  | Tantos    | Tantos     | Puntos Totales |
| Pos. | Equipo        | jugados    | ganados    | empatados  | perdidos   | a favor | en contra | diferencia | Puntos Totales |
| ---- | ------------- | ---------- | ---------- | ---------- | ---------- | ------- | --------- | ---------- | -------------- |
| 1    | Nueva Zelanda | 3          | 3          | 0          | 0          | 141     | 23        | +118       | 15             |
| 2    | Francia       | 3          | 3          | 0          | 0          | 106     | 15        | +91        | 14             |
| 3    | Inglaterra    | 3          | 3          | 0          | 0          | 81      | 32        | +49        | 13             |
| 4    | Sudáfrica     | 3          | 2          | 0          | 1          | 100     | 27        | +73        | 11             |
| 5    | Gales         | 3          | 2          | 0          | 1          | 82      | 51        | +31        | 10             |
| 6    | Japón         | 3          | 2          | 0          | 1          | 36      | 71        | -35        | 8              |
| 7    | Australia     | 3          | 1          | 0          | 2          | 90      | 75        | +15        | 5              |
| 8    | Escocia       | 3          | 1          | 0          | 2          | 50      | 90        | -40        | 5              |
| 9    | Argentina     | 3          | 1          | 0          | 2          | 45      | 71        | -26        | 4              |
| 10   | Georgia       | 3          | 0          | 0          | 3          | 30      | 153       | -123       | 0              |
| 11   | Italia        | 3          | 0          | 0          | 3          | 17      | 146       | -129       | 0              |
| 12   | Irlanda       | 1          | 0          | 0          | 1          | 6       | 30        | -24        | 0              |

|  | Semifinales 1° al 4° puesto |

|  | Semifinales 5° al 8° puesto |

#### Resultados
| 27 de marzo | Inglaterra | 48 - 9 | Georgia |  |  |

| 27 de marzo | Japón | 12 - 62 | Australia |  |  |

| 27 de marzo | Nueva Zelanda | 30 - 6 | Irlanda |  |  |

| 27 de marzo | Escocia | 0 - 61 | Francia |  |  |

| 27 de marzo | Sudáfrica | 29 - 6 | Argentina |  |  |

| 27 de marzo | Gales | 52 - 9 | Italia |  |  |

| 31 de marzo | Inglaterra | 33 - 23 | Australia |  |  |

| 31 de marzo | Japón | Walk Over Gana Japón | Irlanda |  |  |

| 31 de marzo | Nueva Zelanda | 81 - 12 | Georgia |  |  |

| 31 de marzo | Escocia | 15 - 24 | Argentina |  |  |

| 31 de marzo | Sudáfrica | 59 - 3 | Italia |  |  |

| 31 de marzo | Gales | 3 - 27 | Francia |  |  |

| 4 de abril | Inglaterra | Gana Inglaterra | Irlanda |  |  |

| 4 de abril | Japón | 24 - 9 | Georgia |  |  |

| 4 de abril | Nueva Zelanda | 30 - 5 | Australia |  |  |

| 4 de abril | Escocia | 35 - 5 | Italia |  |  |

| 4 de abril | Sudáfrica | 12 - 18 | Francia |  |  |

| 4 de abril | Gales | 27 - 15 | Argentina |  |  |

### Semifinales 9° al 12° puesto
| 8 de abril | Georgia | 13 - 6 | Italia |  |  |

| 8 de abril | Argentina | Cancelado | Irlanda |  |  |

### Semifinales 5° al 8° puesto
| 8 de abril | Gales | 29 - 16 | Escocia |  |  |

| 8 de abril | Japón | 19 - 66 | Australia |  |  |

### Semifinal 1° al 4° puesto
| 8 de abril | Nueva Zelanda | 30 - 23 | Sudáfrica |  |  |

| 8 de abril | Francia | 18 - 12 | Inglaterra |  |  |

### 11° puesto
| 12 de abril | Argentina | 58 - 3 | Italia |  |  |

### 9° puesto
| 12 de abril | Georgia | Walk Over Gana Georgia | Irlanda |  |  |

### 7° puesto
| 12 de abril | Escocia | 22 - 28 | Japón |  |  |

### Quinto puesto
| 12 de abril | Gales | 14 - 10 | Australia |  |  |

### Tercer puesto
| 12 de abril | Sudáfrica | 38 - 31 | Inglaterra |  |  |

### Final
| 12 de abril | Nueva Zelanda | 34 - 11 | Francia |  |  |

| Bandera de Nueva Zelanda |
| Campeón Nueva Zelanda    |
| Cuarto título            |